# Nomada emarginata
Nomada emarginata är en biart som beskrevs av Morawitz 1877. Nomada emarginata ingår i släktet gökbin, och familjen långtungebin. Inga underarter finns listade i Catalogue of Life.